# ياوي (مخلوق)
الياوي Yowie هو أحد الأسماء أعطيت لكائن أسطوري شبه بشري يقال أنه يعيش في البرية الأسترالية. وتعود جذور المخلوق إلى التاريخ الشفوي للسكان الأصليين. يعرف في أجزاء من ولاية كوينزلاند باسم كوينكين أو جوغابينا، وفي أجزاء من نيو ساوث ويلز يعرف بأسماء مثل جوروارا، مينغاوين، بوتيكان، غوبا، دولاغا، كولاغا ثولاغال. تشمل أسماء أخرى ياهو، ياروما، نوكوناه، واوي، بانكارلانكو، جومبرا تجانغارا.

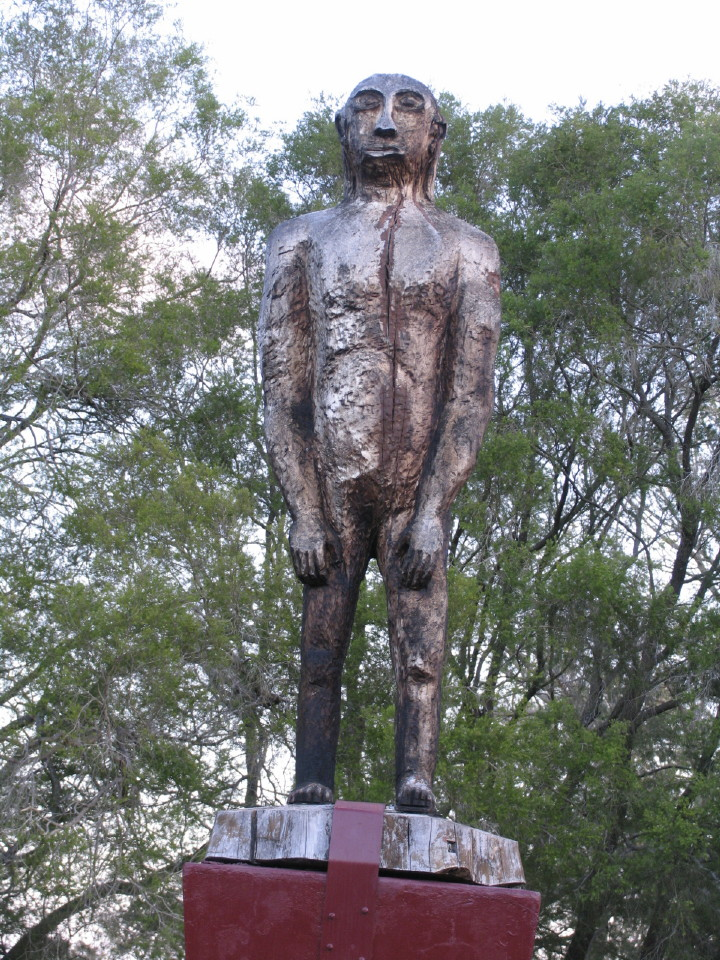
تمثال الياوي في كيلكوي في كوينزلاند

ينكر الكثيرون وجود الياوي ويعتبرونه سوء تعريف لحيوان موجود وأنه موجود فقط في التراث أو أنه خدعة، كما هو الرأي السائد حول حيوان الساسكواتش في أمريكا الشمالية. هناك حيوانات مشابهة موجودة في أساطير السكان الأصليين، وبالأخص في الولايات الشرقية.

## الوصف

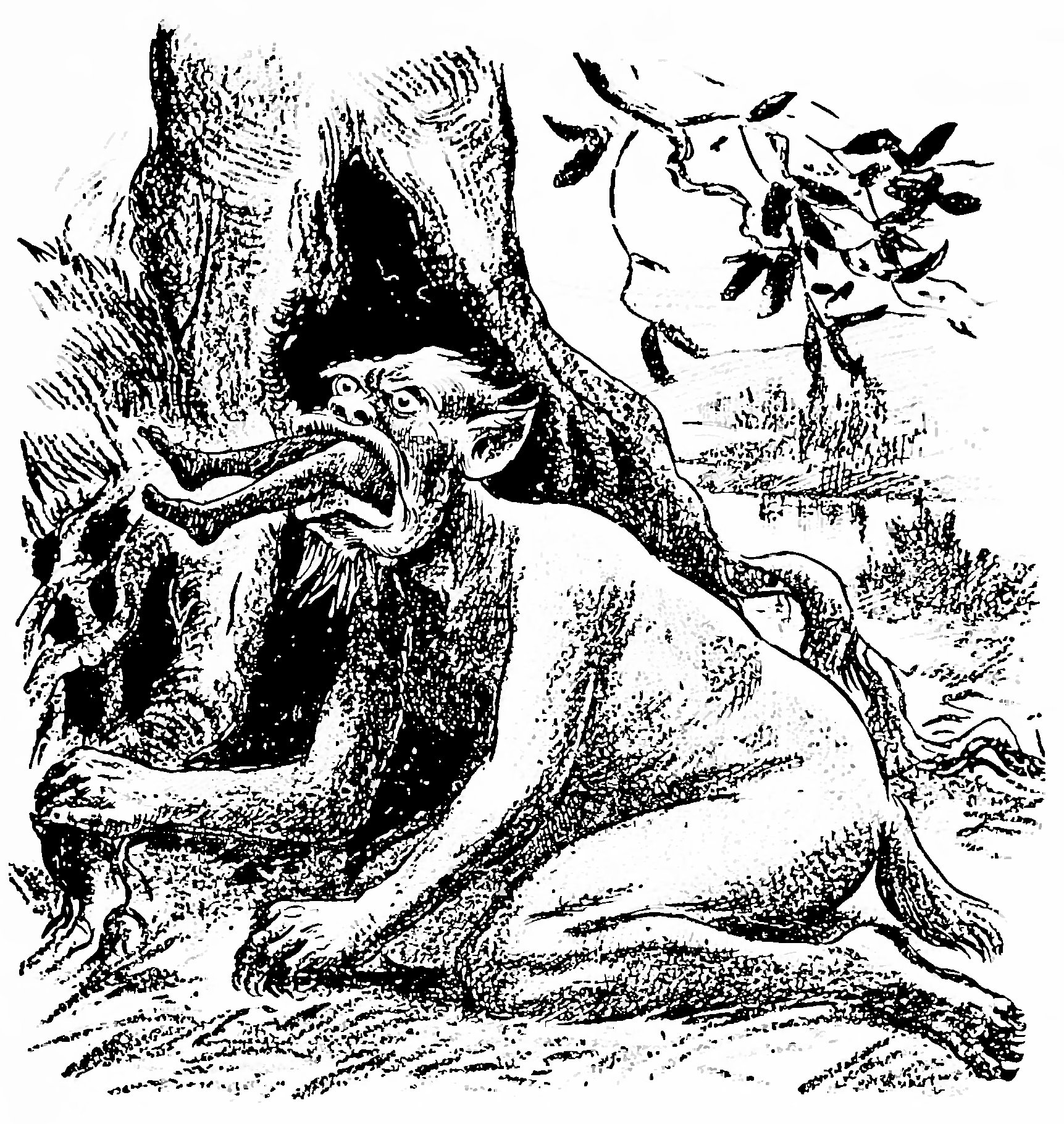
صوره تجسد مخلوق الياوي

يوصف الياوي بأنه يشبه حيوان اليتي من الهيمالايا والساسكواتش في أمريكا الشمالية. وعادة ما يوصف بأنه كائن مشعر ويشبه القرود ويتراوح طوله وهو منتصب بين 2.1 متر (6 قدم 11 إنش) و 3.6 متر (12 قدم). يقال أن أقدام الياوي أكبر بكثير من أقدام الإنسان، إلا أن آثار الياوي المزعومة لا تتشابه في الشكل وعدد أصابع القدمين،  كما أن أوصاف أقدام الياوي وآثاره التي قدمها الشهود هي أكثر تنوعا من آثار البيغ فوت.  ويقال أن أنف الياوي عريض ومسطح.
أما عن سلوكه، فتقول بعض التقارير أن الياوي يبدو خجولا ويهاب البشر. ويقول آخرون يقولون أن الياوي عنيف وعدواني في بعض الأحيان.

## أصل المصطلح
لا يعرف بالتحديد أصل اسم «ياوي» الذي يصف كائنا أستراليا شبيها بالإنسان. اقترح بعض الكتاب في القرن التاسع عشر على أنه نشأ من الأساطير الأبوريجينية. يروي الباحث روبرت هولدن العديد من القصص التي تدعم هذا من القرن التاسع عشر، مثل هذا السجل الأوروبي من عام 1842:
قصة أخرى حول الاسم، والتي أخذت من مصدر من السكان الأصليين، تشير إلى أن المخلوق هو جزء من الأحلام.
من ناحية أخرى، فإن الياهو من رحلات جاليفر بقلم جوناثان سويفت، والتقاليد الأوروبية حول الرجال البريين، تعتبر أيضا مصدرا محتملا للحكاية.

## تاريخ المشاهدات
في عمود في صحيفة سيدني مورنينغ هيرالد في عام 1987، كتبت مارجريت جونز أن أول مشاهدة للياوي في أستراليا وقعت في العام 1795.

### روايات الشهود في القرن التاسع عشر
في سبعينات القرن التاسع عشر ظهرت تقارير عن «القردة الأصلية» في جريدة أستراليان تاون أند كانتري. أقدمها كان في نوفمبر 1876 ويسأل القراء. «من لم يسمع، من أوائل أيام الاستيطان في المستعمرة، عن السود وهم يتحدثون عن حيوان سحري أو مخلوق إنساني... يسمى الياهو الشيطان، أو رجل الغابة المشعر...» 
في مقال بعنوان «القرود الأسترالية» والذي ظهر بعد ست سنوات، زعم هاوي علوم الطبيعة هنري جيمس ماكوي أنه شاهد «قردا أصليا» على الساحل الجنوبي لنيو ساوث ويلز، بين خليج بيتمانس وأولادولا:
عرض ماكوي أن يصطاد القرد لصالح المتحف الأسترالي مقابل 40 جنيه. ووفقا لروبرت هولدن، فقد أتت موجة ثانية من مشاهدات القرد في عام 1912.  وظهر الياوي في كتاب هيلينديانا بقلم دونالد فريند،  وهي مجموعة من الكتابات حول حقول الذهب قرب هيل إند في نيو ساوث ويلز. يشير فريند إلى الياوي كنوع من أنواع البونييب. كما يستشهد هولدن بظهور الياوي في عدد من الحكايات الأسترالية في أواخر القرن التاسع عشر وأوائل القرن العشرين. 

### مشاهدات الياوي في الوقت الحاضر
استمرت تقارير الياوي إلى يومنا هذا مع نفس نمط الأدلة للكائنات شبيهة بالإنسان المجهولة الهوية في جميع أنحاء العالم: روايات شهود العيان؛ آثار أقدام غامضة؛ وعدم وجود دليل قاطع. بعض حوادث الياوي ذكرت مؤخرا مزاعم عن وفاة وتشويه الحيوانات الأليفة مثل الكلاب، وقالت أنها نتيجة لهجمات الياوي. يزعم آخرون أن وفيات الحيوانات يمكن أن تعزى لهجمات حيوانات برية مثل الدينغو.

#### إقليم العاصمة الأسترالية
في عام 2010، رصد رجل من كانبيرا مخلوقا قد يكون الياوي في مرآب منزله. وذكر الرجل أن المخلوق يغطيه الشعر، وله أذرع طويلة. وقال انه كان يحاول بالتأكيد التواصل معه.

#### نيو ساوث ويلز
هناك مئات من سجلات مشاهدات الياوي في نيو ساوث ويلز، بما في ذلك:
- في عام 1977، تكلم السكان في جزيرة أوكسلي بالقرب تاري عن صرخات مخيفة سمعت في الليل وأنها متصلة بمشاهدات لمخلوق فروي أسود ضخم.[11]
- في عام 1996، زعم زوجان من نيوكاسل أنها شاهدا الياوي بين بريدوود والساحل، حيث كانا يقودان وقت عطلتهما. وقالوا انه مخلوق أشعث، يمشي منتصبا، يقف بطول 2.1 متر، وله أذرع طويلة لا تتناسب مع جسده وليس له رقبة.[26]
- في أغسطس 2000، وصف جوال يدعى ستيف بايبر من كانبيرا رؤيته لوحش ذو قدمين مجهول في جبال بريندابيلا. والتقط المشاهدة على شريط فيديو. والفيلم معروف باسم «فيلم بايبر». [12]
- في مارس 2011، قدم شاهد بلاغا إلى مؤسسة الحدائق الوطنية والحياة البرية نيو ساوث ويلز أنه رأى الياوي في الجبال الزرقاء في سبرينجوود غرب سيدني. وقام الشاهد بتصوير المخلوق، وأخذ صورا لآثار أقدامه.[27]
- في مايو 2012، زعم طاقم تلفزيوني أمريكي أنه سجل تسجيلا صوتيا للياوي في منطقة نائية على الحدود بين نيو ساوث ويلز وكوينزلاند.[25][27]
- في يونيو 2013، ادعى أحد سكان ليزمور وهو مصور فيديو موسيقي أنه شاهد الياوي إلى الشمال مباشرة من بيكسهيل.[28]
- في منتصف سبعينات القرن العشرين، عرض مجلس مهرجان كوينبيان و2CA معا مكافأة 200,000 دولار أسترالي لمن يتمكن من القبض على الياوي: لا تزال المكافأة معروضة.[29][30]

#### الإقليم الشمالي
في أواخر التسعينات، كانت هناك عدة تقارير عن مشاهدات الياوي في المنطقة حول أكاسيا هيلز. وفي إحداها ذكرت مزارعة مانجو تدعى كاترينا تاكر عام 1997 أنها وقفت على بعد أمتار قليلة من مخلوق كثيف الشعر شبيه بالإنسان على أملاكها. تم جمع صور لآثار الأقدام.

#### كوينزلاند
توجد في منطقة سبرنغبروك في جنوب شرق كوينزلاند تقارير عن الياوي أكثر من أي مكان آخر في أستراليا.  وفي عام 1977، ذكر سناتور كوينزلاند السابق بيل أوتشي إلى نشرة جولد كوست انه رأى الياوي عندما كان في رحلة مدرسية في سبرنغبرو. قارن أوتشي المخلوق بشخصية تشوباكا من حرب النجوم،  وقال للصحفيين ان المخلوق كان يفوق طوله 3 أمتار.
هناك قصة منتشرة حول الياوي من مولغوي، وآخر تقرير عنه يعود إلى عام 2001.
في مارس 2014، ادعى باحثان عن الياوي أنهم صوروا الياوي في جنوب ولاية كوينزلاند باستخدام كاميرا شجرة بأشعة تحت الحمراء، وجمع عينات من الفراء، والعثور على آثار أقدام كبيرة. وفي وقت لاحق من ذلك العام، قال رجل من غيمبي لوسائل الاعلام انه واجه كائنات الياوي في مناسبات عديدة، وأنه تخاطب مع ياوي ذكر كبير في الأحراش شمال شرق غمبيا، وعلمه بعض الإنجليزية،  وزعم العديد من الناس في بورت دوغلاس أنهم شاهدوا الياوي، بالقرب موبراي وعلى جبال روكي بوينت.

## صيادو الياوي البارزين
- ريكس غيلروي. منذ منتصف السبعينات، حاول عاشق الخوارق ريكس غيلروي، وهو عالم حيوانات خفية، أن يروّج للياوي. [38][39][40] ويزعم أنه جمع أكثر من 3000 تقرير عنها، واقترح أنها كانت تشكل شعبا قديما أو نوعا من أنواع القردة المنقرضة.[41][42] ويعتقد ريكس غيلروي أن الياوي يرتبط مع بيغ فوت أمريكا الشمالية.[25] قضى غيلروي خمسين عاما في زيادة مجموعته عن الياوي،[43] قائلا أنه حدد أربعة أنواع مختلفة من الياوي، والذي يعتقد أنها من الأنواع الفرعية من الإنسان المنتصب.[44]
- تيم رجل الياوي. وهو كاتب زعم أنه رأى الياوي في جبال برانديبيلا عام 1994.[27][34] ومنذ ذلك الحين، حقق تيم في مشاهدات ياوي والظواهر الخارقة الأخرى.[45] كما كتب عمودا منتظما في الصحف الأسترالية كانبرا تايمز وصحيفة سيدني مورنينج هيرالد. في عام 2004، ربح تيم رجل الياوي دعوى قضائية ضد شركة كادبوري، وهي شركة الحلويات الشهيرة البريطانية.[46] وكانت كادبوري قد ادعت أن لقبه كان مشابها جدا لمنتجاتها عن حلويات الياوي.[47]
- غاري اوبيت، مقدم برامج على راديو ABC المحلي وعالم بيئي.[48]